# Kis doxológia
A kis doxológia a keresztény egyház alapimádságainak és ún. röpimáinak egyike. Tartalma szerint a Szentháromság öröktől fogva való és mindörökké tartó dicsőségéről (szent voltáról) szól. Részét alkotja mind a hivatalos liturgiának, mind a népi ájtatosságoknak (paraliturgia).
A terjedelmét tekintve mindössze egy mondat hosszúságú kis doxológiát a köznapi szóhasználatban ugyanúgy Dicsőségnek hívják, mint a nagy doxológiát, a Dicsőség a magasságban Istennek kezdetű őskeresztény himnuszt. E homonímia a gyakorlatban azért nem képezi félreértések forrását, mert a liturgiában mindkét imának pontosan meghatározott helye van.

## Szövege
Latin szöveg:
Glória Patri et Fílio et Spirítui Sancto, sicut erat in princípio, et nunc et semper, et in saécula saeculórum. Amen.
Hivatalos magyar szöveg:
Dicsőség az Atyának, a Fiúnak és a Szentléleknek, miképpen kezdetben, most és mindörökké. Ámen.
Régi magyar szöveg, ill. énekelt ima során használatos formula:
Dicsőség az Atyának és Fiúnak és Szentlélek Istennek, miképpen kezdetben vala, most és mindenkor és mindörökkön-örökké. Ámen.

## Helye a liturgiában
A kis doxológiát az egyház a zsolozsma imádkozása során mondja, mégpedig a zsoltárok, a kantikumok és a Te Deum végén.

## Helye a paraliturgiában
A Dicsőség... a liturgián kívüli jámborsági gyakorlatnak is része. Elsősorban a rózsafüzér imádkozása során, az egyes, ún. tizedek lezárásaképpen imádkozzák, de szorgalmazzák önálló mondását is, mint ún. röpimát.